# Alain Pierre (compositeur)
 (décembre 2024).
 (décembre 2024).
La mise en forme du texte ne suit pas les recommandations de Wikipédia : il faut le « wikifier ».
Les points d'amélioration suivants sont les cas les plus fréquents :
- Les titres sont pré-formatés par le logiciel. Ils ne sont ni en capitales, ni en gras.
- Le texte ne doit pas être écrit en capitales (les noms de famille non plus), ni en gras, ni en italique, ni en « petit »…
- Le gras n'est utilisé que pour surligner le titre de l'article dans l'introduction, une seule fois.
- L'italique est rarement utilisé : mots en langue étrangère, titres d'œuvres, noms de bateaux, etc.
- Les citations ne sont pas en italique mais en corps de texte normal. Elles sont entourées par des guillemets français : « et ».
- Les listes à puces sont à éviter, des paragraphes rédigés étant largement préférés. Les tableaux sont à réserver à la présentation de données structurées (résultats, etc.).
- Les appels de note de bas de page (petits chiffres en exposant, introduits par l'outil «  Source ») sont à placer entre la fin de phrase et le point final[comme ça].
- Les liens internes (vers d'autres articles de Wikipédia) sont à choisir avec parcimonie. Créez des liens vers des articles approfondissant le sujet. Les termes génériques sans rapport avec le sujet sont à éviter, ainsi que les répétitions de liens vers un même terme.
- Les liens externes sont à placer uniquement dans une section « Liens externes », à la fin de l'article. Ces liens sont à choisir avec parcimonie suivant les règles définies. Si un lien sert de source à l'article, son insertion dans le texte est à faire par les notes de bas de page.
- La présentation des références doit suivre les conventions bibliographiques. Il est recommandé d'utiliser les modèles {{Ouvrage}}, {{Chapitre}}, {{Article}}, {{Lien web}} et/ou {{Bibliographie}}. Le mode d'édition visuel peut mettre en forme automatiquement les références.
- Insérer une infobox (cadre d'informations à droite) n'est pas obligatoire pour parachever la mise en page.

Pour une aide détaillée, merci de consulter Aide:Wikification.
Si vous pensez que ces points ont été résolus, vous pouvez retirer ce bandeau et améliorer la mise en forme d'un autre article.
Alain Pierre, né le 3 janvier 1948 à Schaerbeek (Bruxelles) et mort le 14 février 2024, est un compositeur de musique de film, bruiteur, ingénieur du son et musicien belge.

## Biographie

### Jeunesse
Alain Pierre naît le 3 janvier 1948 dans une famille aisée bruxelloise. Dans sa jeunesse, il développe un intérêt pour la musique au sein du Collège Saint-Michel, à Etterbeek. Cet établissement jésuite accueille les enfants dans sa chorale, les Petits Chantres de Saint-Michel, où le jeune Alain Pierre appréhende les bases du solfège, de la notation grégorienne jusqu’au contrepoint. Comme bon nombre d’établissements religieux, le Collège Saint-Michel possède son orgue, fabriqué au début du XXe siècle par le facteur d’orgue Emile Kerkhoff. Ces trois claviers offrent une nouvelle passion pour Alain Pierre, qui apprend à manier les touches noires et blanches, tant auprès des jésuites que de l’Académie de Woluwé-Saint-Lambert.
En 1958, à l'occasion de l’Exposition universelle et internationale de Bruxelles, il découvre les avancées technologiques de son époque, et notamment les projections cinématographiques du Cinérama. Cette découverte sensorielle lui ouvre le monde de la musique de film. Durant son adolescence, il fréquente le centre culturel Le Sablon, où s'intéresse à plusieurs réalisateurs et compositeurs de film. Cette nouvelle passion pour la musique le pousse à étudier davantage cette matière. Il passe tout d’abord par le Conservatoire royal de Bruxelles, mais les cours trop académiques l’éloignent de ses idées compositionnelles mêlant bandes magnétiques et bruitages divers. Il se dirige vers l’Institut Supérieur des Arts, établissement qui lui offre la possibilité d’expérimenter avec du matériel professionnel. Durant cette fin de décennie 1960, Alain Pierre complète sa formation musicale en jouant dans plusieurs groupes, qui acquièrent de bonnes popularités dans le vaste monde du rock. Il joue notamment avec Knives & Axes et Arkham (groupe) (nl).

### Carrière
En 1969, Alain Pierre se fabrique son propre studio, Hysteresis, où il installe certains des meilleurs synthétiseurs de son époque. Dès le début des années 1970, il parvient à dénicher quelques contrats qui lui permettent de débuter une longue et éclectique carrière. En 1972, il pose ses premières notes (et bruitages) sur le court-métrage d’animation Gu, du réalisateur Vivan Miessen. 
Rapidement, il tisse des liens avec nombre de réalisateurs belges, tant pour travailler sur des courts que sur des longs-métrages : Chantal Akerman, Gérald Frydman, Guy Gilbert, Guido Henderickx, Michel Jakar, Henri Roanne, Etienne et Patricia Verhaegen, Chris Vermorcken ou encore Thierry Zeno. Sa popularité grandissant, il dépasse rapidement les frontières belges pour collaborer avec des artistes internationaux, tant dans le monde du cinéma, que ceux du théâtre ou de la musique. En Europe, il travaille notamment avec le Français Maurice Béjart, le Portugais Joao Correa, l’Allemand Rainer Werner Fassbinder, le Franco-Polonais Roman Polanski et le Néerlandais Wim Verstappen. Outre-Atlantique, il parvient à travailler avec George Lucas, Ennio Morricone et Steven Spielberg.
Le monde musical ouvre également ses portes à ce compositeur et ce technicien du son. Outre sa proximité avec Jacques Brel, pour qui il sert d’homme à tout faire dans le courant des années 1970, il travaille avec Philippe Lafontaine, Dani Klein, Maurane ou encore Terry Riley.
Dès la fin des années 1970, Alain Pierre enseigne également dans diverses écoles belges, notamment l'Institut des Arts de Diffusion,,.
Il meurt le 14 février 2024 à 76 ans des suites d'un cancer.

## Filmographie
Cette section se base sur plusieurs sources : le site officiel d'Alain Pierre, le site du Cinéma belge, l'ouvrage Le Cinéma Belge de la Cinémathèque Royale de Belgique, ainsi que les annuaires du film belge, publiés annuellement par la Cinémathèque Royale de Belgique. Elle rassemble tous les travaux de l'artiste, de la composition jusqu'au bruitage.

### Courts-métrages
- 1972 : Gu de Vivan Miessen
- 1973 : Flap Flap Flap de Gérald Frydman
- 1974 : Aan het Venster de Ludo Bex
- 1974 : Browie et le Bzzz de Guy Brondeel
- 1974 : Popol, Marie et Libellule au pays des Fleurs de Raymond Burlet
- 1974 : Northville Marine Terminal d'Edmond Caprasse
- 1974 : Start de Pierre Cordier et Marc Lobet
- 1974 : Da Capo de Christian Fontaine
- 1974 : O Sidarta de Michel Jakar
- 1974 : Porte entrouverte sur un eden en plastique bleu d'Emmanuel Manderlier
- 1974 : Selon le vent, la voile de Jacques Raket
- 1976 : "S" Glaverbel de Jean Agulhon
- 1976 : Bollus et Crocus de Guy Brondeel
- 1976 : Chababouche de Marian Brooks
- 1976 : Alberta Tiburzi de Philippe Defalle
- 1976 : Ufo Noë de Jean-Luc Dereymaeker
- 1976 : Jef Van Tuerenhout de Marc Ghens
- 1976 : Marguerite de Jean-Claude Maes
- 1976 : Les Ongles Vernis de Bernard de Visscher
- 1977 : De Kleine de Ludo Bex
- 1977 : Le Lièvre aux Champs de Christian Garreau
- 1977 : Des mots pour le dire de Denise Geilfus
- 1977 : Gejaagd door de Winst 3 : Gejaagd door de Winst de Guido Henderickx
- 1977 : Promenade en Ardennes de Jacques Raket
- 1977 : Histoires Naturelles de Marc Lobet
- 1977 : Baby Bear d'Alain Nandrin
- 1977 : Le Parc de Guy Vial
- 1978 : Troubles Hugo de Kempeneer
- 1978 : Pol Mara de Marc Ghens
- 1978 : Equilibres de Marion Hansel
- 1978 : Ah ! de Roland Mahauden
- 1979 : Le cri qui met KO de Belvision
- 1979 : Rétroviseur n°2 de Herman Bertiau
- 1979 : New Glass de Jacques Raket
- 1979 : Une Farce Tragique pour le Cinéma de Henri Storck
- 1980 : Irritable Colon de Guy de Lombaert
- 1980 : Coup de Dieu de Christian Garreau
- 1980 : Le syndrôme de Barchoff ou Répondez de Jacques Raket
- 1989 : Le nombre d'or II, les pentagones et les triangles de Jean-Claude Maes
- 1990 : Bassin de la Villette de Jean-Claude Maes
- 1991 : VVVVVVV ! de l'Atelier Alfred
- 1991 : Les Effaceurs de Gérald Frydman
- 1991 : Autogramme de Marc Lobet
- 1991 : Peinture Animée de Jean-Claude Maes
- 1993 : Le Trieur de Philippe Boon
- 1997 : Home Movie de Sarah de Bisschop
- 1997 : Pour le bonheur de Marcel de Georgy Liebermann
- 1999 : Eenzaam Zonder Jou de Sarah de Bisschop
- 1999 : C'est moi que je peins de Marc Lobet
- 1999 : Belgium Strikes Back de Pieter Van Hees

### Longs-métrages
- 1973 : Angela - Love Comes Quietly... de Nikolaï Van der Heyde
- 1974 : Je Tu Il Elle de Chantal Akerman
- 1974 : Portrait de Pauline Julien de Willy Botteldoorn
- 1974 : La Nef des Fous de Jean-Philippe Cornelis
- 1974 : Monsieur B en Belgique de Maurice Dubois
- 1974 : La Candeur du Diable de Guy Gilbert
- 1974 : Vases de Noces de Thierry Zéno
- 1975 : Le Temps des Innocents de Michel Jakar
- 1975 : Trompe L'Oeil de Claude D'Anna
- 1975 : Verbrande Brug de Guido Henderickx
- 1976 : L'Etude du milieu d'Ivan Brosky
- 1976 : Moi, Tintin de Henri Roanne et Gérard Valet
- 1977 : Jésus est né en Provence de Marc Mopty
- 1978 : L'étoile de Marc Lobet
- 1979 : Tess de Roman Polanski
- 1979 : Des Morts de Thierry Zéno
- 1979 : Les Cobayes (De proefkonijnen) de Guido Henderickx
- 1980 : Platon de Richard Olivier
- 1980 : Het Einde Van de Reis de Peter Simons
- 1984 : Ian Zonder Vrees de Jef Cassiers
- 1985 : Wildschut de Bobby Eerhart
- 1985 : Flesh & Blood de Paul Verhoeven
- 1986 : Merci, Mr Robinson de Pierre Levie
- 1986 : Nena de Ian Keymeulen
- 1990 : Boom Boom de Rosa Verges
- 1993 : Jurassic Park de Steven Spielberg
- 1994 : Mortelle Amitié de Teff Erhat
- 2000 : Rêve de Lac de Bijan Zantch Khah
- 2002 : Respiro d'Emmanuele Crialese
- 2002 : Jiyan de Jano Rosebiani
- 2014 : One Candle, Two Candles de Jano Rosebiani

### Documentaires
- 1973 : Voodoo Blanc d'Etienne Verhaegen
- 1974 : Mister Universe de Jean Christiaens
- 1974 : Mémoire d'un peuple oublié de Claude Goffin
- 1974 : Genèse degré 3.000 de Marc Mopty
- 1974 : Le Grand Jojo de Jacques Van Koekenbeek
- 1974 : Massacre pour un Prestige d'Etienne Verhaegen
- 1976 : Louvain-la-Neuve de Kathleen de Béthune
- 1976 : Made in Belgium de Marc Mopty
- 1976 : L'or et l'oeil de Jacques Raket
- 1977 : La Belle Epoque de Charles Conrad
- 1977 : Charbonnages de Gilbert Perrin
- 1978 : Reconstitution de la plage de Klemskerke par l'entreprise Decloedt de Michel Clarence
- 1978 : A Chacun son Borinage. Images d'Henry Stork de Wieslaw Hudon
- 1978 : Histoire d'une Idée de Dominique Janne
- 1978 : E9 + E40 de Benoît Lamy
- 1978 : Des lanternes vraiment magiques de Françoise et Pierre Levie
- 1978 : Joseph Plateau, théoricien de l'animation de Françoise et Pierre Levie
- 1978 : La boîte à huit yeux de Françoise et Pierre Levie
- 1978 : Danseurs de Dieu de Marc Mopty
- 1978 : La Loi du Désert d'Etienne et Patricia Verhaegen
- 1978 : Les Sept Vaches du Roi Shilluk d'Etienne et Patricia Verhaegen
- 1978 : Sur le Sentier de la Guerre d'Etienne et Patricia Verhaegen
- 1978 : Death in California, A Gentle Exit de Thierry Zéno
- 1979 : Pamela de Raymond Antoine
- 1979 : Démons et Merveille de Michel Clarence
- 1979 : Easy Meat de Fons Feyaerts
- 1979 : Le Cirque à l'Ancienne de Marc Lobet
- 1979 : Manu Military / L'armurerie de Jacques Raket
- 1979 : Reflux oesophagitis de Patrick Slosse
- 1979 : Kijk, er ligt een steen in het bos de Chris Van den Broeck
- 1979 : Io sono Anna Magnani de Chris Vermorcken
- 1980 : Louvain-la-Neuve 80 de Kathleen de Béthune
- 1980 : Les Hmongs et le Mort de Thierry Zéno
- 1981 : Theater in Trance de Rainer Werner Fassbinder
- 1991 : Autogramme de Marc Lobet
- 1992 : Horta et la bande dessinée de Christian Mesnil
- 1993 : Silex (ou le portrait d'un casseur de cailloux) de Patrick Ferryn
- 1993 : UFO's True Life de Georges Lucas
- 1993 : Brel Knokke d'Alain Pierre
- 1997 : Vu Feier An Eisen de Luciano Pagliarini et Alain Pierre
- 1999 : Mal Aimé de Richard Olivier
- 2002 : Carelie, une Frontière dans l'Inconnu de Charles Palouzie
- 2005 : Derroll Adams, l'homme au banjo de Patrick Ferryn
- 2006 : Les Allumés de la Foi de Richard Olivier

### Feuilletons
- 1977 : L'Opéra Sauvage de Frédéric Rossif
- 1979 : Papivole de Mila Boutan et Pierre Levie
- 1985 : Pierrot, Cactus et Boutitou de Pierre Levie
- 1988 : Les Gardiens de la Nuit de Françoise Levie
- 1989 : Les Fils d'Abraham de Paul-Jacques Callebaut
- 1989 : Comissaris Roos de Bert Struys
- 1992 : Carré d'As de Marc Lobet